# Gianfranco Chiarini
Gianfranco Chiarini (* 8. Januar 1966 in Ferrara) ist ein italienischer Koch. Sein kulinarischer Stil wird als italienische „Nouvelle Fusion Cuisine“ bezeichnet. Seine Karriere reicht von Tätigkeiten in verschiedenen Sterne-Restaurants und auf Kreuzfahrtschiffen über die Zusammenarbeit mit Luxushotels bis hin zur kulinarischen Beratung, Forschung und Entwicklung und zur Mitwirkung in der Lebensmitteltechnologie.

## Biographie
Gianfranco Chiarini wurde in Ferrara geboren und in einer multikulturellen Umgebung erzogen. Von italo-kolumbianischer Herkunft, wuchs er zwischen Italien, Venezuela und den Vereinigten Staaten auf. Sein Vater Luciano Chiarini Toselli ist Marketing- und Werbeexperte; seine Mutter Leonor Gonzales de Chiarini arbeitet als Innenarchitektin. Am 7. September 2010 heiratete Chiarini Anna Kinga Jarosławska, jetzt Anna Chiarini, geboren in Słupsk, Polen, eine Absolventin der Medienkultur und der italienischen Literaturwissenschaft an der Universität Hamburg. Zurzeit wohnen sie in Hamburg.
In seiner Jugend machte Chiarini Musik, zuerst als Rocksänger in Pubs und Nachtclubs und als Eröffnungsakt für amerikanische Rockgruppen. Später wurde er Sänger der Salsa-Gruppe „Barranco Mix“. Die Gruppe spielte u. a. in der „Johnny Canales Show“ in Corpus Christi (Texas), mit der als „Königin des Tejano“ bezeichneten Sängerin Selena Quintanilla-Pérez und mit der zeitgenössischen Rock-Band Maná. Barranco eröffnete auch die „Feria de Cali“ in Kolumbien, ein Event, bei dem die Persönlichkeiten der Salsa-Musik auftreten. Chiarini war in den Jahren 1993 bis 1996 einer der Leadsänger der Gruppe, bis er entschied, seine Karriere als Chefkoch fortzusetzen.

## Beruf
Im Jahr 1986 schrieb sich der junge Chiarini am Instituto de Alta Gastronomia de Caracas in Venezuela ein. Während dieser Zeit studierte und arbeitete er in verschiedenen Restaurants.
Im Jahr 1996 entschied er sich, in die Vereinigten Staaten zurückzukehren, wo er sich am Pittsburgh Culinary Institute einschrieb. Neben seinen kulinarischen Studien sammelte Chiarini praktische Erfahrungen in der Gastronomie, indem er in Restaurants arbeitete und Bankett-Techniken von der Küche bis zum Speisesaal lernte.
Nach seinem Abschluss am Pittsburgh Culinary Institute zog er nach Frankreich und schrieb sich am Le Cordon Bleu in Paris ein.
Während seiner Zeit am Le Cordon Bleu arbeitete er in Restaurants unter Köchen wie Alain Dutournier (Chefkoch und Besitzer des „Carré des Feuillants“); später in Rom unter dem Executive Chef Heinz Beck im „La Pergola“-Restaurant. In seiner Heimatstadt Ferrara hat Chiarini als Sous-Chef in Restaurants wie „Antichi Sapori“ und „Hostaria Savonarola“ gearbeitet. Später zog er nach Deutschland um, als die „Pirsch-Mühle“ in Hamfelde (Schleswig-Holstein) ihm ein Angebot machte, die Küche zusammen mit dem Chefkoch und Eigentümer Siegmund Leypold zu führen.
Anfang des neuen Jahrtausends verreiste Gianfranco Chiarini in den Nahen Osten und fing an, mit Intercontinental Hotels in Oman zu arbeiten. Während dieser Zeit widmete er einen Teil seiner Zeit auch der Beratung für das Al Bustan Palace und für die Kette „Shangri-La Hotels and Resorts“. Später zog er nach Bahrain und entwickelte kulinarische Konzepte für Mövenpick und Marriott Hotels. In Kuwait war er Executive Chef im „Marriott's Courtyard Deluxe Edition“. Er eröffnete ein Restaurant mit nord-italienischen Spezialitäten, genannt „Il Forno“ und gründete zwei „Chaines des Rôtisseurs“. In Kuwait kreierte Chiarini exotische Speisen und Mahlzeiten für den verstorbenen Scheich Dschabir al-Ahmad al-Dschabir as-Sabah und seine Familie. Hier wurde er zudem für den Rundfunk-Kanal „Al Rai TV“ als Fernsehkoch tätig und trat in mehr als 50 Sendungen auf.
Chiarini arbeitete danach in Spanien, Großbritannien und Irland, sowie in Afrika, Asien, Australien, Neuseeland und Ozeanien. In Afrika arbeitete Chiarini im „Sheraton Addis“ in Addis Abeba (Äthiopien), das zur „Luxury Collection“ der Starwood-Hotels gehört. In Äthiopien diente er Persönlichkeiten wie US-Präsident Jimmy Carter und dessen Frau Rosalynn, dem israelischen Präsidenten Schimon Peres, den Präsidenten der Afrikanischen Union (AU) und Ex-Präsidenten von Ägypten, Hosni Mubarak.
Die Zeit, die er in Asien verbrachte, inspirierte ihn dazu, tief in die Kultur und vor allem die kulinarischen Stile verschiedener asiatischer Länder einzutauchen, sie verstehen und schätzen zu lernen. Länder wie China, Korea, Kambodscha, Vietnam, Thailand, Malaysia, Singapur und die Philippinen hatten einen großen Einfluss auf die Entwicklung seines Stils.
Im Jahr 2010 veröffentlichte Chiarini sein erstes Kochbuch „The New Renaissance of Italian Fusion Cuisine 1.0“ (The Emerald Book). Der australische Essens-, Wein- und Reiseführer Visitvineyards platzierte sein Buch auf dem ersten Platz der zwölf besten und schönsten kulinarischen Bücher für 2010/2011.
Im Januar 2011 wurde Chiarini als Starkoch im saudi-arabischen Magazin 8 (Thamāniya) vorgestellt. Zurzeit arbeitet Chiarini für einen Lebensmittelhersteller mit Sitz in Hamburg. Als ihr Corporate Executive Chef ist er für den Wirtschaftsraum Europa, Naher Osten und Afrika (EMEA) verantwortlich und entwickelt neue kulinarische Konzepte für diverse kommerzielle Marken.

## Bibliographie
Seit 2011 hat Gianfranco Chiarini zwei Bücher geschrieben. Chiarini schreibt auch für die kulinarische Kolumne des Online-Magazins EatItalian.
- Chiarini's "The New Renaissance of Italian Fusion Cuisine 1.0" The Emerald Book – Limited deluxe culinary trilogy edition (Nov-2010)
- Chiarini's "Ferrara the Hidden Culinary Jewel - Ferrara Il Gioiello Culinario Nascosto" Published in English/Italian (Sep-2011)
- Chiarini's "The New Renaissance of Italian Fusion Cuisine 2.0" The Pearl Book – Limited deluxe culinary trilogy edition (Nov-2011)